# Désert Danakil
Pour les articles homonymes, voir Danakil.
Le Danakil est un désert situé dans la Corne de l'Afrique, au nord-est de l'Éthiopie et au sud de l'Érythrée – où il forme le district du sud de la mer Rouge.

## Présentation
Il est centré sur la dépression de Danakil qui fait partie de la dépression de l'Afar. Ses précipitations annuelles sont de l'ordre de 100 à 200 millimètres. Les températures les plus élevées se rencontrent en Dancalie dont le point le plus bas est situé à une centaine de mètres sous le niveau de la mer. Malgré l'aridité de la région et la présence de gisements de sel, principale ressource exploitée de la région, de nombreux animaux, essentiellement herbivores tels le zèbre de Grévy, la gazelle de Soemmering ou encore l'âne sauvage d'Afrique, y vivent.

## Géologie
La géologie locale est caractérisée par une activité volcanique et tectonique, des cycles climatiques variés et une érosion discontinue. La structure géologique fondamentale de cette région est façonnée par le mouvement des plaques tectoniques avec l'éloignement de l'Afrique de l'Asie qui forme un rift depuis environ 11 millions d'années.  
Le Danakil compte plusieurs lacs formés par des combinaisons de processus tectoniques et volcaniques. Parmi eux, le lac Afrera, dont les eaux sont exploitées pour leur sel. D'autres zones du Danakil sont devenues des cuvettes, des bassins endoréiques secs, car les précipitations s'évaporent plus vite qu'elles ne peuvent s'accumuler dans les lacs permanents. Parmi les autres lacs locaux, on trouve le lac Karoum (116 mètres sous le niveau de la mer) et le lac Giuletti/Afrera, situé à 80 mètres sous le niveau de la mer. Ces deux lacs possèdent des cryptodépressions dans la dépression de Danakil.
La dépression de Danakil abrite de nombreux volcans actifs, notamment le Maraho, le Dabbahu, l'Afdera et l'Erta Ale,, ce dernier est d'ailleurs l'un des trois volcans actifs sur Terre à posséder un lac de lave quasi permanent, un phénomène observé depuis au moins 1873.
La région est flanquée à par les Alpes Danakil, une zone montagneuse qui possède quelques cônes volcaniques, dont le sommet culmine au volcan Nabro.
Pendant le Quaternaire moyen et supérieur, le basin a été inondé au moins 4 fois par la Mer Rouge durant des périodes de niveau marin élevé,. La dernière de ces inondation a eu lieu il y a environ 130'000 ans,. Ces inondation sont démontrés par la présence de récifs corallien fossiles,, ainsi que par les épais (>500 m) dépôts d'évaporites (principalement de la halite, i.e. du sel) présents dans la partie centrale de la dépression,.

## Climat
Le désert Danakil, et plus particulièrement la région de Dallol, se distingue par un climat d'une extrême chaleur permanente. Il s'agit d'un des rares endroits sur Terre où les températures journalières dépassent presque constamment les 35 °C, franchissant fréquemment les 40 °C, avec des pics pouvant dépasser les 50 °C. Ce niveau thermique exceptionnel place Dallol au même rang que les lieux les plus chauds de la planète, à l’instar de la Vallée de la Mort (56,7 °C, Californie), 51.3 °C à Ouargla (Algérie), El Azizia en Libye (56 °C, mesure historique), Kébili en Tunisie (55,0 °C), ou encore les 53+ °C enregistrés en Iran, Irak, Koweït ou Pakistan.
Mais contrairement à ces zones désertiques qui connaissent des hivers froids et parfois des gels nocturnes, la région de Dallol offre un climat d’une stabilité thermique extrême : la température maximale moyenne du mois le plus « froid » y avoisine les 36 °C, tandis que les températures minimales ne descendent que très rarement sous les 20 °C. Le gel y est quasiment inexistant.
Ce phénomène rend cette zone radicalement différente des autres déserts du globe — tels que le Sahara, le désert de Sonora ou des Mojaves (États-Unis), le désert d’Atacama (Chili), le désert de Gobi (Chine et Mongolie), le désert d’Arabie, ou encore le Grand désert de Victoria (Australie) — tous susceptibles de connaître des hivers marqués par des températures nocturnes négatives.
Ainsi, le désert Danakil constitue l’un des environnements désertiques les plus chauds, secs et trés chauds constamment du monde. Ce caractère unique en fait un site d’étude privilégié pour les climatologues, géologues et exobiologistes, en tant qu'analogue potentiel des conditions extrêmes ayant pu exister sur Mars.

## Historique
En 1936, durant la seconde guerre entre l'Italie et l'Éthiopie, l'armée fasciste de Mussolini doit traverser le desert afin d'atteindre la capitale. Afin de traverser au plus vite cette zone chaude hostile, la décision est prise d'alléger les soldats d'un maximum de poids, ce qui comprend également leurs rations de nourriture. Afin de nourrir les troupes durant leur traversée du desert, l'armée italienne effectue un largage par parachute de 72 moutons et de 2 taureaux.

## Présence humaine
En 1974, des anthropologues découvrent un fossile d'Australopithecus afarensis à Hadar, en Éthiopie, dans la vallée d'Awash. Ces ossement s'avèrent être ceux d'une femme qui sera nommée Lucy.
La région est principalement habitée par les nomades Afar, la communauté dans le région vit principalement du troc et de la vente du sel depuis le VIe siècle,.

## Économie

### Commerce du sel
Dans le lac Karoum, les Afars extraient le sel et chargent chacun de leurs chameaux avec entre vingt et trente briques de sel pour un total d' une centaine de kilogrammes,,. Il leur faut ensuite deux jours pour atteindre la ville la plus proche, sous la surveillance de gardes qui protègent les chameaux des bandits. En effet, cette zone assez instable reste sujette aux attaques de bandes armées.
Chaque jours, environs 300 dromadaires de différentes caravanes traversent le desert avec leur cargaison. Au fur et à mesure, ces caravanes sont remplacées par des poids lourds,,.
La récolte de sel cesse durant trois mois en été en raison de la saison des pluies qui inonde le desert et son sel.
Autrefois, le sel était utilisé comme monnaie d'échange dans la région, mais aujourd'hui, les mineurs utilisent de l'argent pour effectuer leurs transactions.

### Tourisme
Le tourisme est l'une des activités principales de la région. Le volcan Erta Ale, également surnommé "montagne fumante" est le site le plus visité de la zone.
L'activité est cependant impactée par les tensions dans la région, et les attaques contre des groupes de touristes.

## Galerie

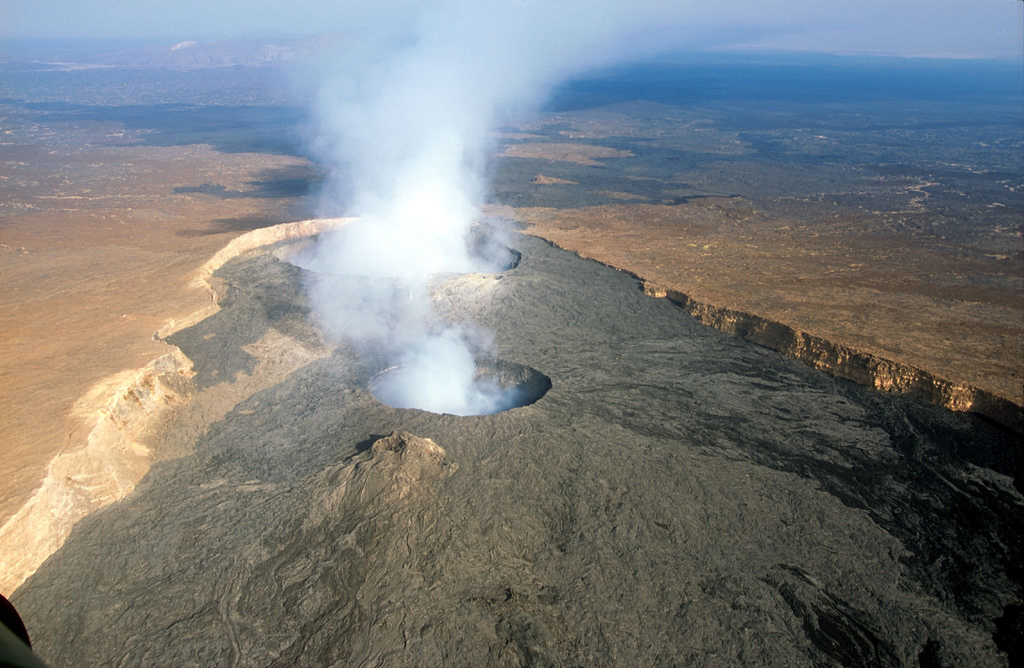
Volcan Erta Ale en mai 2008.
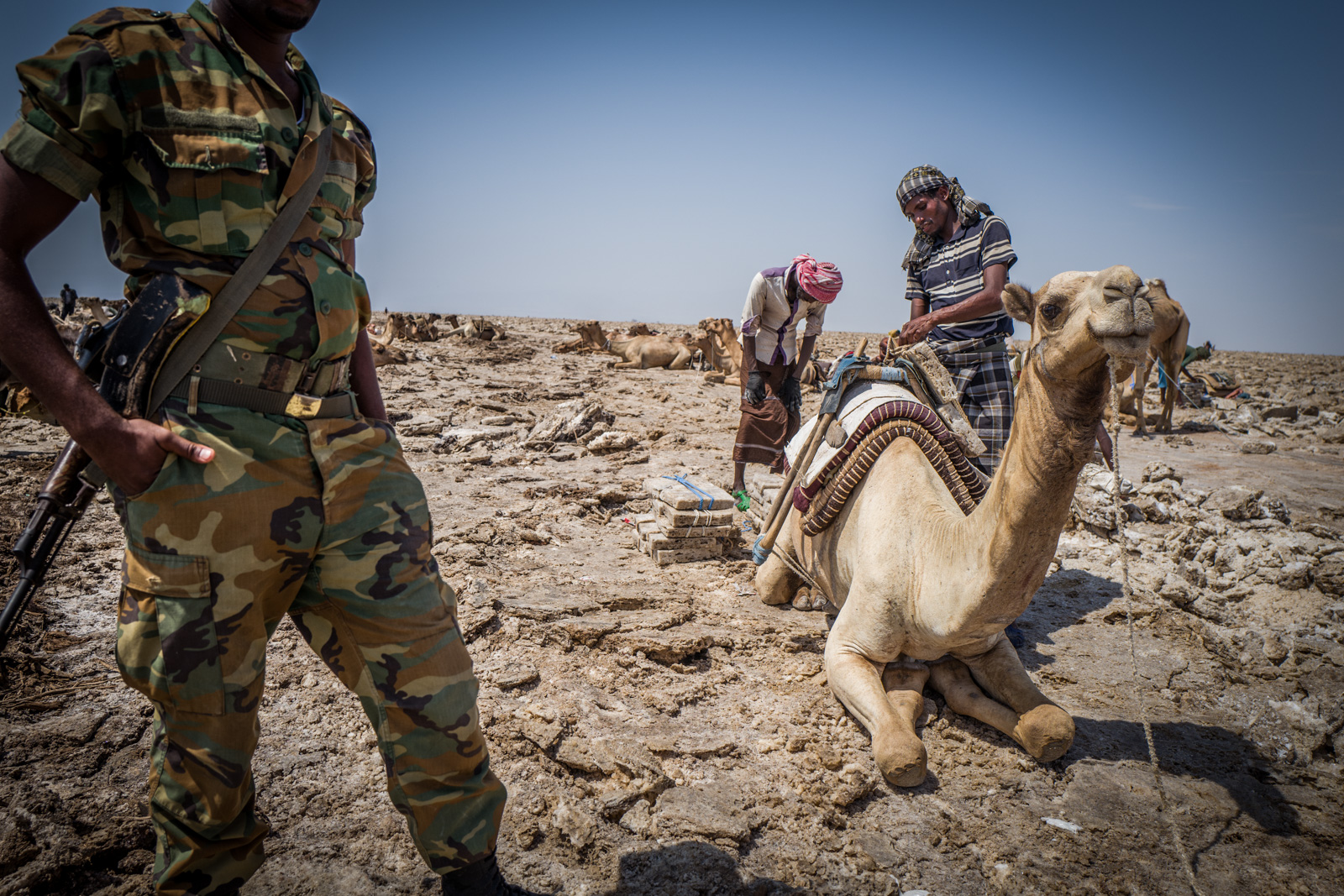
Récolte du sel dans la dépression de Danakil en février 2017.
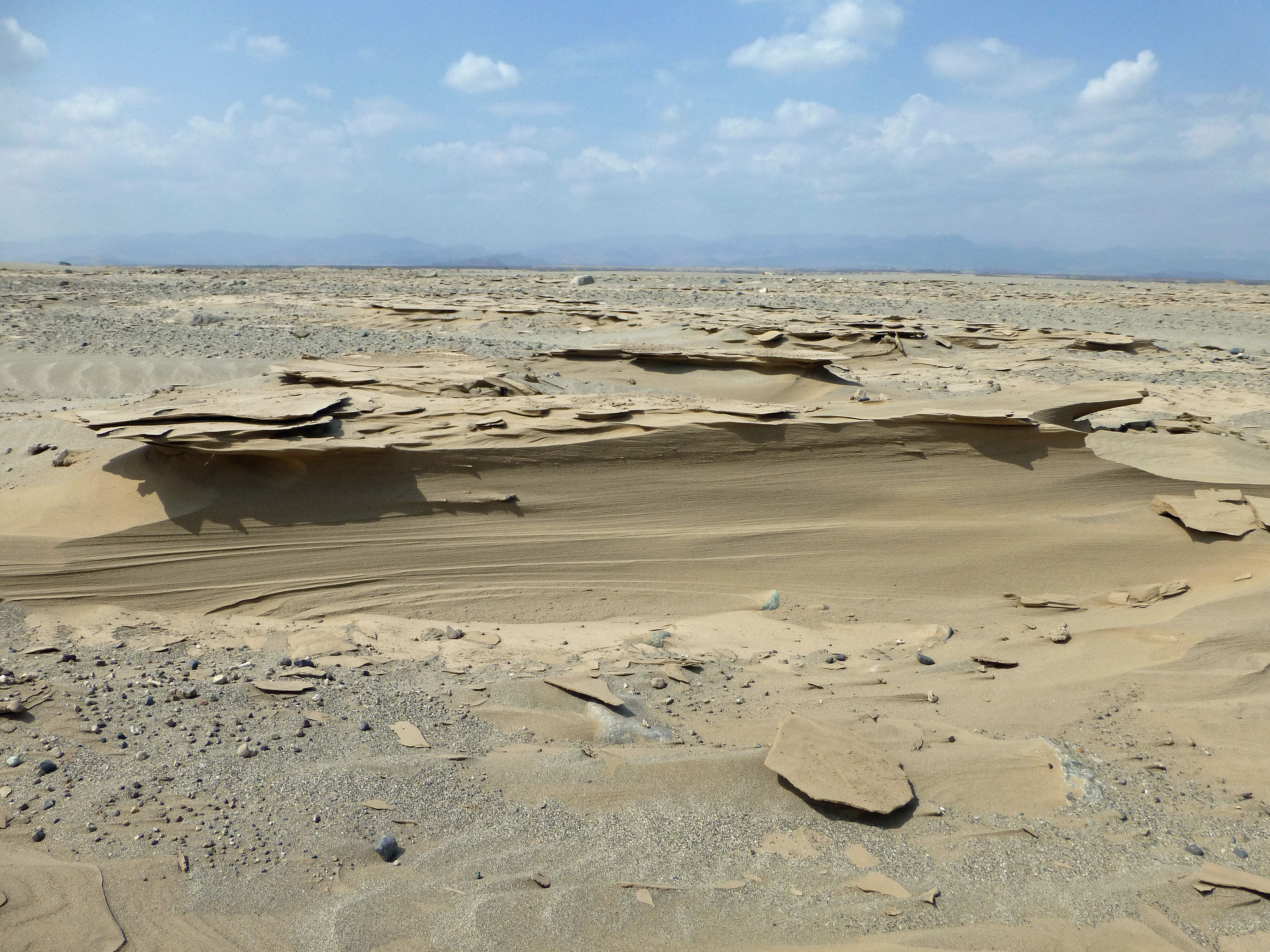
Paysage du désert Danakil.
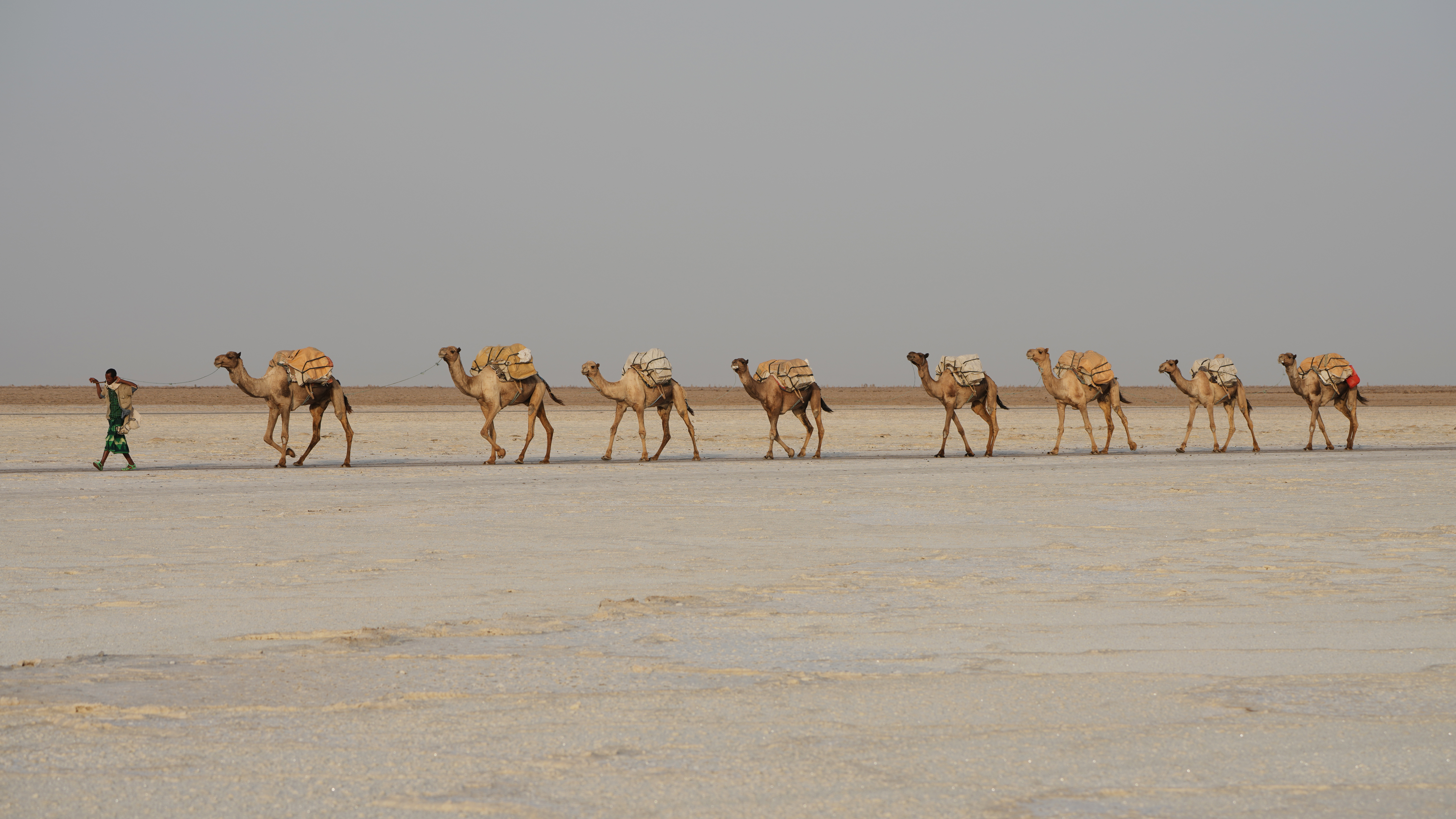
Transport de sel par caravane sur le lac Karum.
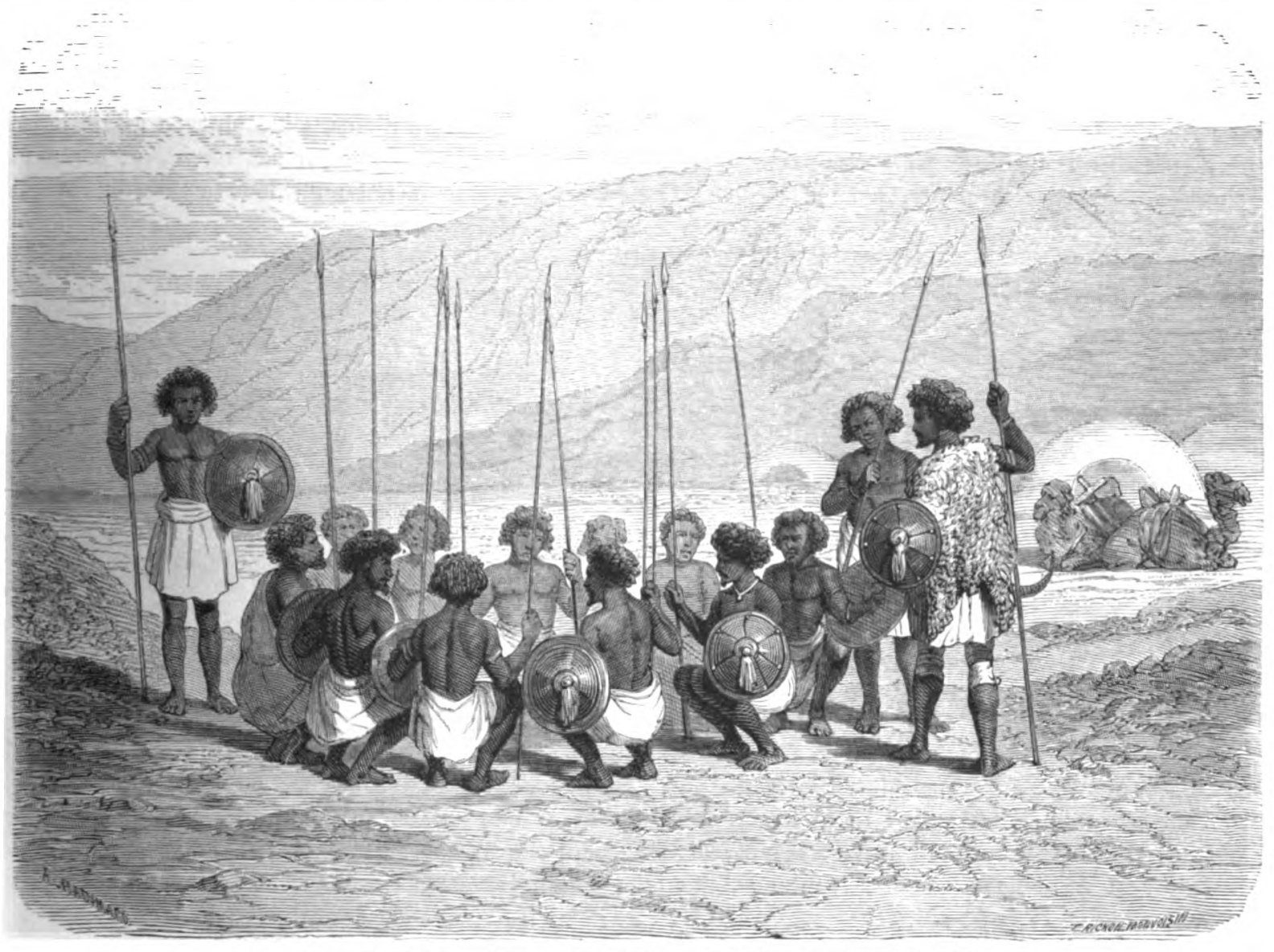
Hommes Afar dans le désert de Danakil, vers 1862.
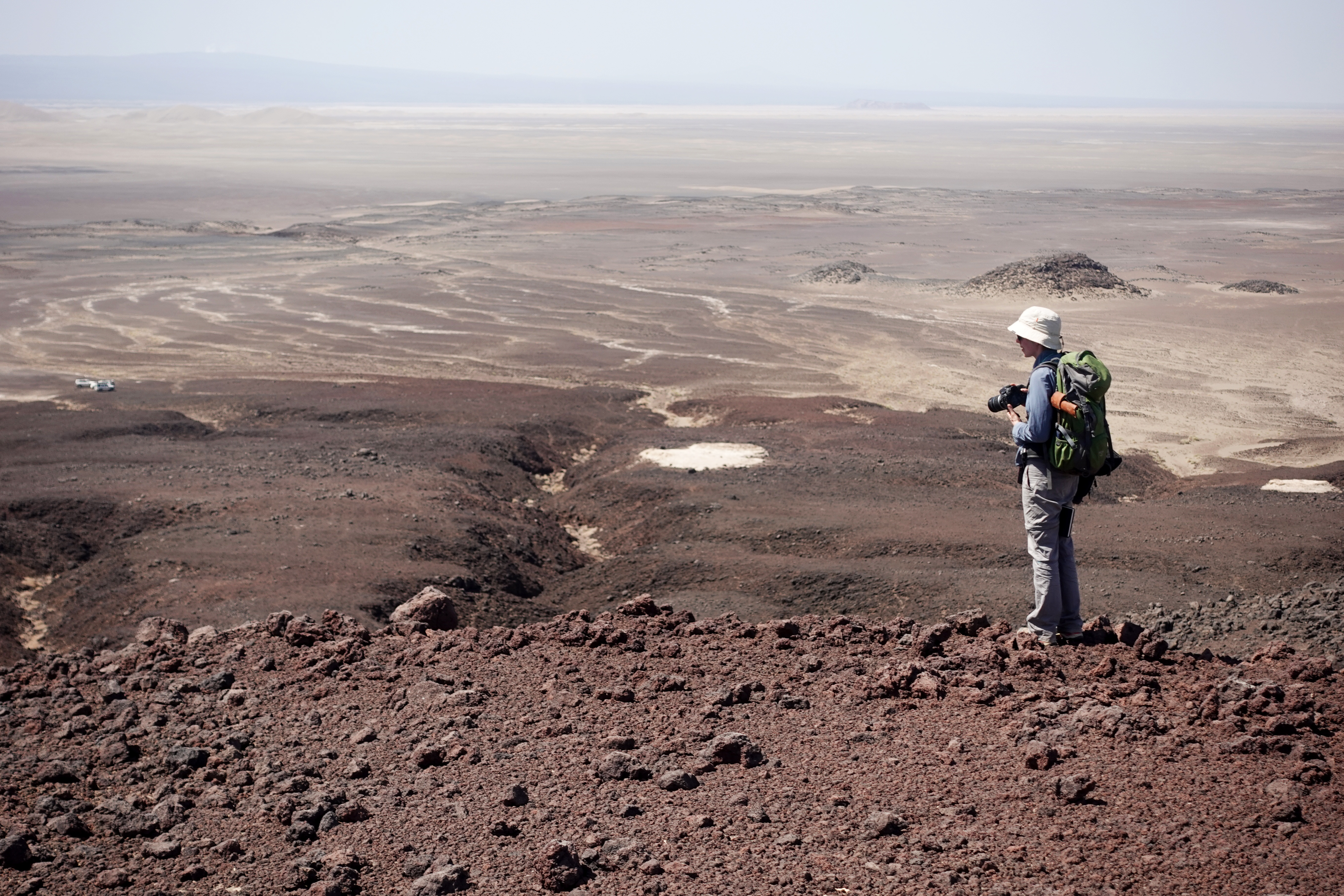
Paysage de la dépression de Danakil. Les roches de couleurs blanches au second plans sont des sédiments marins. L'Erta Ale est visible en arrière-plan.
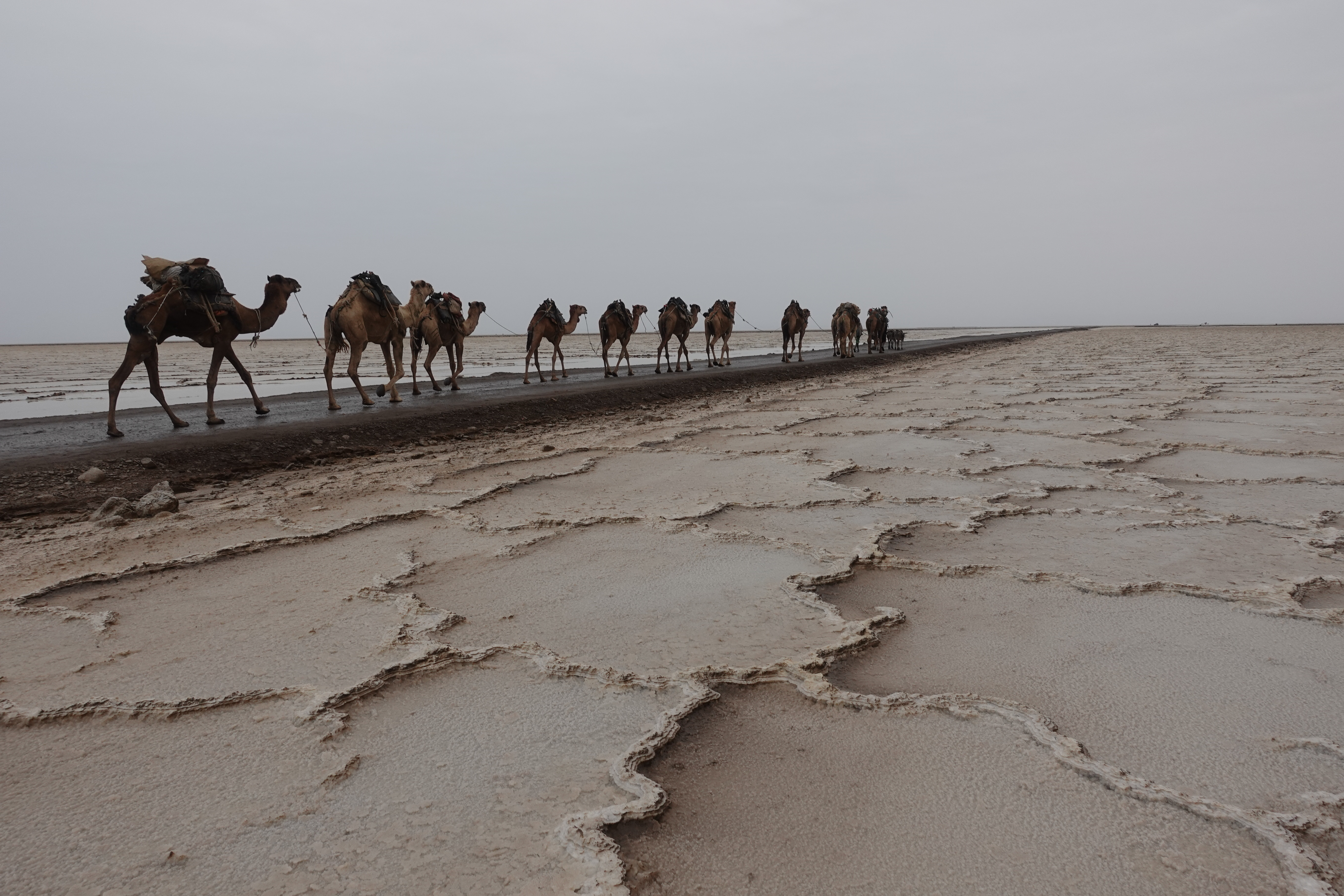
La plaine de sel de la Dépression de Danakil.
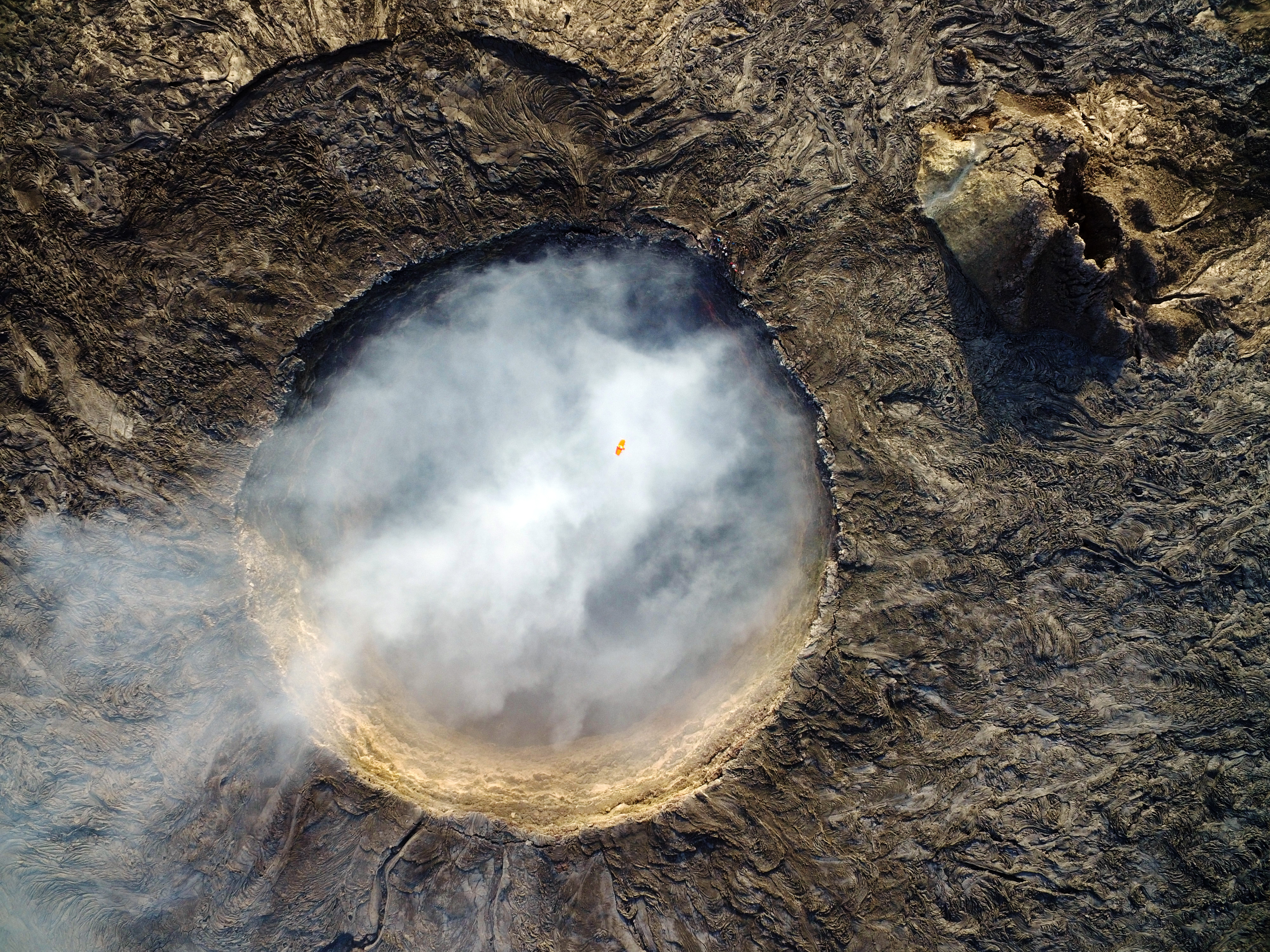
Cratère de l'Erta Ale.